# Zack Gibson
Jack Rea (Liverpool, 8 agosto 1990) è un wrestler inglese.
È conosciuto anche con il nome Zack Gibson, utilizzato nel circuito indipendente britannico. In WWE, dove si è esibito dal 2018 al 2023, Gibson ha vinto una volta l'NXT UK Tag Team Championship (con James Drake) e la seconda edizione dello United Kingdom Championship Tournament nel 2018.

## Carriera

### Circuito indipendente (2009–2018)
Dopo essersi allenato con Andy Baker e Alex Shane, Rea debuttò nel 2009 per alcune federazioni indipendenti inglesi, come la FutureShock Wrestling con il ring name di Zack Diamond prima e Zack Gibson poi. Nella FutureShock prese parte al torneo FutureShock Trophy Tournament arrivando in finale, incontro che poi perse contro CJ Banks. Al debutto per la Grand Pro Wrestling, venne sconfitto da Jack Gallagher. In un Fatal 4-Way, sconfisse Gallagher, CJ Banks e Martin Kirby laureandosi GPW British Champion, titolo che perse dopo un regno abbastanza lungo a GPW Heroes & Villains contro il suo rivale Gallagher. Nella 5 Star Wrestling debuttò invece nel 2016, perdendo contro Big Damo. Poco prima della chiusura della promotion, perse un match contro Rey Mysterio per squalifica, dopo averlo colpito con un low blow.
Al 2012 risale invece il debutto per la Progress Wrestling anche se frequentò saltuariamente la federazione. Nel 2014 registrò una vittoria di interesse contro Will Ospreay mentre nel 2017 insieme a James Drake, formò un tag team chiamato Grizzly Young Veterans. I due andranno a vincere i titoli di coppia sconfiggendo Chris Brooker e Kid Lykos. Mantennero i titoli contro gli Aussie Open e i Moustache Mountain. Nel 2018, Gibson prese parte al Super Strong Style 16 Tournament, sconfiggendo Joey Janela al primo round e Pete Dunne per squalifica nei quarti di finale, salvo perdere contro Kassius Ohno in semifinale, venendo dunque eliminato.
Gibson fu una delle stelle della Insane Championship Wrestling, federazione alla quale approdò nel 2015. Il debuttò non fu fortunato: venne infatti sconfitto in 8-man tag team match. Nel corso dell'evento Fear & Loathing X, perse anche un triple treath contro Lionheart e Rob Van Dam. Il 16 giugno 2017, Gibson vinse l'ICW Zero-G Championship sconfiggendo Kenny Williams in un falls count anywhere match, salvo perderlo contro Williams il mese successivo in un Ladder match.
Nella Revolution Pro Wrestling debuttò infine nel 2017, perdendo contro Trent Seven. Dopo un'altra sconfitta per mano di Hirooki Goto, sconfisse prima Angélico e poi Dalton Castle. Partecipò poi al Global Wars UK, un evento promosso dalla New Japan Pro-Wrestling, che vide scontrarsi lottatori della Gran Bretagna contro alcuni migliori esponenti della disciplina giapponese. Gibson perse prima contro Yuji Nagata, e poi ancora contro Toru Yano nelle due serate di show. Insieme a Josh Bodom, sconfisse poi gli Aussie Open diventando i primi sfidanti ai RevPro Undisputed British Tag Team Championships, ma persero il match titolato contro i campioni Trent Seven e Tyler Bate.

### WWE (2018–2023)

#### NXT UK(2018–2020)
Gibson venne annunciato come uno dei partecipanti al torneo per il WWE United Kingdom Championship svoltosi durante gli Axxess di WrestleMania 34 e dove venne eliminato da Mark Andrews. Il 16 maggio 2018 Gibson venne annunciato come uno dei partecipanti al torneo per determinare il contendente n°1 al WWE United Kingdom Championship di Pete Dunne; Gibson sconfisse Amir Jordan negli ottavi, Gentleman Jack Gallagher nei quarti, Flash Morgan Webster in semifinale e Travis Banks in finale. Gibson, tuttavia, non riuscì a conquistare il titolo contro Pete Dunne poiché sconfitto da quest'ultimo il 19 giugno. Successivamente, venne annunciato che Gibson sarebbe diventato parte attiva del brand di NXT UK. Il 12 gennaio 2019, a NXT UK TakeOver: Blackpool, Drake e Gibson, noti come i Grizzled Young Veterans, sconfissero i Moustache Mountain (Trent Seven e Tyler Bate) vincendo l'NXT UK Tag Team Championship. Il 31 agosto, a NXT UK TakeOver: Cardiff, Drake e Gibson persero le cinture dopo 231 giorni di regno contro Flash Morgan Webster e Mark Andrews in un Triple Threat Tag Team match che comprendeva anche il Gallus (Mark Coffey e Wolfgang). Nel gennaio del 2020 i Grizzled Young Veterans, dopo aver perso i titoli di coppia, parteciparono al torneo Dusty Rhodes Tag Team Classic sconfiggendo Alex Shelley e Kushida nei quarti e gli NXT Tag Team Champions dell'Undisputed Era (Bobby Fish e Kyle O'Reilly) nelle semifinali, venendo tuttavia sconfitti nella finale dai BroserWeights (Matt Riddle e Pete Dunne), i quali si aggiudicarono il torneo.

#### NXT(2020–2023)
Nella puntata di NXT del 19 febbraio 2020 i Grizzled Young Veterans apparvero ufficialmente nello show sconfiggendo Joaquin Wilde e Raul Mendoza. I Grizzled Young Veterans tornarono, dopo una lunghissima assenza, nella puntata di NXT del 25 novembre attaccando gli Ever-Rise. Nella puntata di NXT del 13 gennaio i Grizzled Young Veterans sconfissero gli Ever-Rise negli ottavi di finale del Dusty Rhodes Tag Team Classic. Nella puntata di NXT del 27 gennaio i Grizzled Young Veterans sconfissero Kushida e Leon Ruff nei quarti di finale del torneo. Nella puntata di NXT del 10 febbraio i Grizzled Young Veterans sconfissero Timothy Thatcher e Tommaso Ciampa nelle semifinali del torneo, qualificandosi per la finale. Il 14 febbraio, a NXT TakeOver: Vengeance Day, i Grizzled Young Veterans affrontarono gli MSK nella finale del torneo venendo sconfitti. Il 7 aprile, nella prima serata di NXT TakeOver: Stand & Deliver, i Grizzled Young Veterans presero parte ad un Triple Threat Tag Team match per il vacante NXT Tag Team Championship che comprendeva anche il Joaquin Wilde e Raul Mendoza e gli MSK ma il match venne vinto da questi ultimi. Nella puntata di NXT 2.0 del 5 ottobre i Grizzled Young Veterans parteciparono ad un Fatal 4-Way Tag Team Elimination match per l'NXT Tag Team Championship che comprendeva anche i campioni, gli MSK, Brooks Jensen e Josh Briggs e Carmelo Hayes e Trick Williams ma vennero eliminati da Brooks e Jensen. Nella puntata di NXT 2.0 del 25 gennaio i GYV (acronimo del loro precedente nome) sconfissero Andre Chase e Bodhi Hayward nei quarti di finale del Dusty Rhodes Tag Team Classic, ma nella semifinale, svoltasi l'8 febbraio, i GYV vennero sconfitti ed eliminati dai Creed Brothers.
Nella puntata di NXT 2.0 del 19 luglio Drake e Gibson si rivelarono essere gli assistiti di Joe Gacy nella Dyad come Jagger Reid e Rip Fowler, dato che i due erano già apparsi incappucciati al servizio di Gacy sconfiggendo dapprima i Creed Brothers e poi Dante Chen e Javier Bernal (rispettivamente 14 e 28 giugno). Il 1º aprile, nel pre-show di NXT Stand & Deliver, lo Schism venne sconfitto dalla Chase University (Andre Chase, Duke Hudson e Thea Hail) e Tyler Bate in un match dove, da stipulazione, qualora la Chase U avesse perso si sarebbe dovuta unire allo Schism.

## Personaggio

### Mosse finali
- Helter Skelter (Cradled corkscrew brainbuster) – 2016
- Shankly Gates (Grounded top wrist lock)

### Soprannomi
- "Diamond!"
- "Liverpool's Number 1"
- "Liverpool's Number 1 Diamond"
- "The World's Number 1"

## Titoli e riconoscimenti
- 5 Star Wrestling

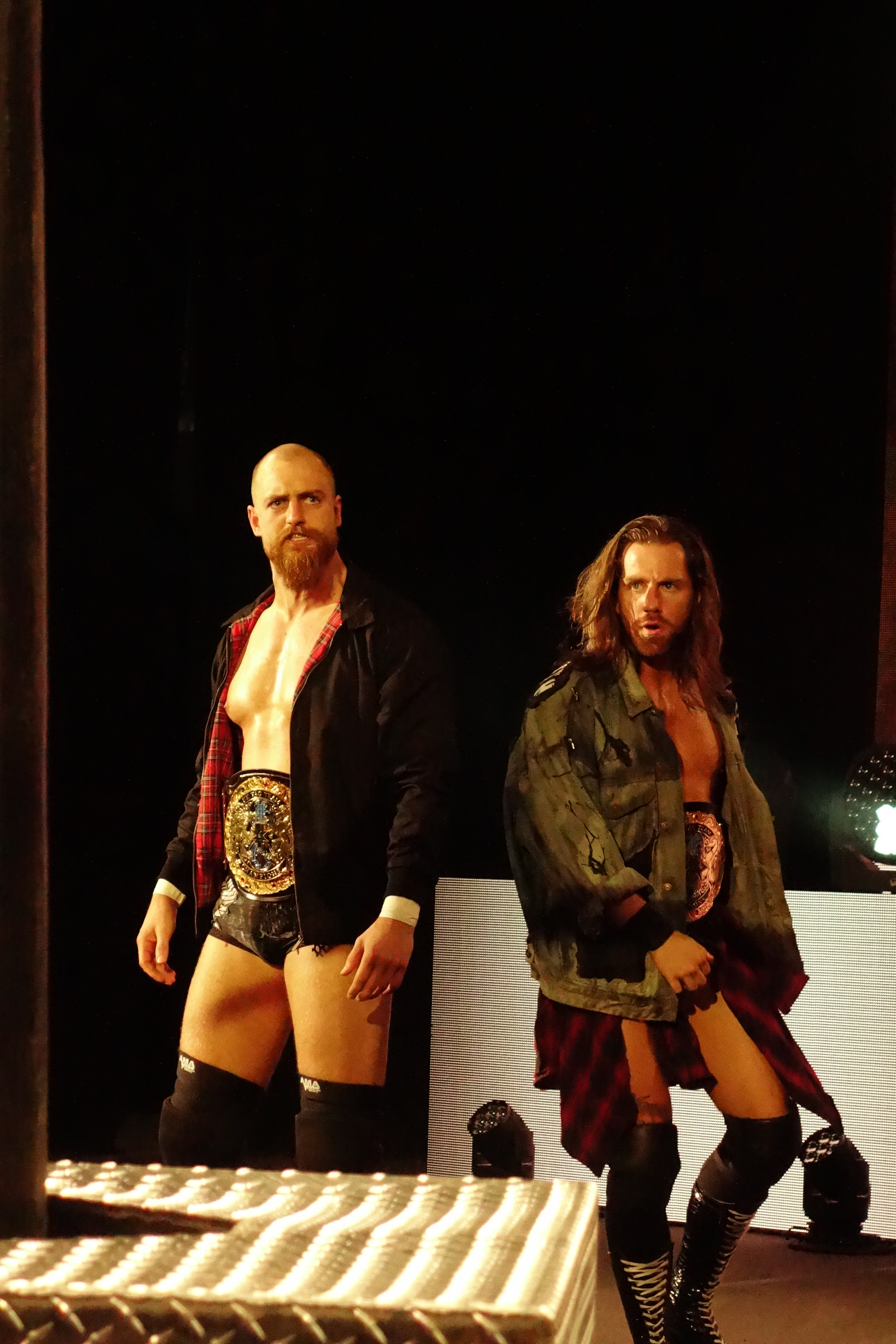
Gibson con James Drake (a sinistra) come NXT UK Tag Team Championship, titolo che hanno detenuto una volta con 231 giorni di regno e di cui sono stati i primi campioni

  - 5 Star: Real World Championship (1)
- Attack! Pro Wrestling
  - Attack! Pro Wrestling 24/7 Championship (1) – con Sam Bailey
- Britannia Wrestling Promotions
  - One Night Tournament winner (1)
  - PWI:BWP World Catchweight Championship (1)
- FutureShock Wrestling
  - FSW Championship (3)
  - FSW Trophy Tournament 2015 (1)
  - Lotto-Thunder Tournament 2013 (1)
- Grand Pro Wrestling
  - GPW British Championship (2)
  - GPW Heavyweight Championship (1) – con Sean Daniels, James Drake, Axl Rage e Dave Rayne
  - Thunderbrawl Winner (2018)
- Insane Championship Wrestling
  - ICW Zero-G Championship (1)
- New Generation Wrestling
  - NGW Tag Team Championship (1) – con Sam Bailey
- Over the Top Wrestling
  - OTT Tag Team Championship (1) – con Charlie Sterling e Sha Samuels
- Progress Wrestling
  - Progress Tag Team Championship (2) – con James Drake
- Pro Wrestling Illustrated
  - 207º tra i 500 migliori wrestler singoli secondo PWI 500 (2019)
- WWE
  - NXT UK Tag Team Championship (1) – con James Drake
  - NXT UK Tag Team Championship Tournament (2019) – con James Drake
  - United Kingdom Championship Tournament (2018)